# Walter Casagrande
Walter Casagrande Júnior, besser bekannt als Casagrande (* 15. April 1963 in São Paulo) ist ein ehemaliger brasilianischer Fußballspieler und heutiger Fernsehkommentator bei Rede Globo. Außerdem gehörte er zu den Fußballspielern, die sich während der Militärdiktatur Brasiliens in den 1980er Jahren für Demokratie einsetzten.

## Karriere
Walter Casagrande kommt aus der Jugendabteilung von Corinthians São Paulo, wo er im Laufe seiner Karriere auch mehrfach spielte. 1980 erhielt er dort seinen ersten Profivertrag und spielte danach bis 1986 außerdem noch bei den brasilianischen Vereinen AA Caldense und FC São Paulo. Es folgte der erste Wechsel nach Europa zum portugiesischen Klub FC Porto, wo Casagrande am Ende zwar den Gewinn des Europapokals der Landesmeister feiern konnte, jedoch in Ermangelung eines Stammplatzes keinen maßgeblichen Anteil am Gewinn der Trophäe hatte. 1987 wechselte er deshalb nach Italien zu Ascoli Calcio, die kurz zuvor den Mitropapokal gewonnen hatten. Bei Ascoli war Casagrande sehr erfolgreich und schoss viele Tore. 1991 ging er zum Ligakonkurrent FC Turin, die ebenfalls kurz zuvor den Mitropapokal gewannen. Am Ende seiner ersten Saison bei Turin, stand er mit der Mannschaft im UEFA-Pokal-Finale gegen Ajax Amsterdam, welches jedoch verloren wurde. Ein Jahr später gelang der Gewinn der Coppa Italia.
Nach den erfolgreichen Jahren in Italien kehrte Casagrande 1993 zurück in seine Heimat Brasilien, wo er zunächst bei Flamengo Rio de Janeiro anheuerte. Ein Jahr später wechselte er abermals zu seinem Jugendverein Corinthians. 1995 und 1996 spielte er noch beim Paulista FC und bei AA São Francisco, ehe er seine Karriere beendete.

### Nationalmannschaft
Für die brasilianische Nationalmannschaft lief Casagrande von 1985 bis 1986 insgesamt 19 mal auf und schoss dabei 9 Tore. Er gehörte unter anderem zum Kader bei der Fußball-Weltmeisterschaft 1986 in Mexiko.

## Erfolge
- Campeonato Paulista: 1982 und 1983
- Europapokal der Landesmeister: 1986/87
- Coppa Italia: 1992/93

## Politik
Walter Casagrande gehörte in den 1980er Jahren zu den politisch aktivsten Fußballspielern Brasiliens. Beim Arbeiterklub Corinthians entstand eine Bewegung namens Democracia Corinthiana, die alle vereinsinternen Angelegenheiten demokratisch abstimmte, während sich Brasilien als Land inmitten einer Militärdiktatur befand. Anführer der Bewegung waren der Mittelfeldspieler und politische Kritiker „Doktor“ Sócrates, der Kommunist und linke Verteidiger Wladimir sowie der damals noch junge Casagrande. Sie bildeten auch das politische Grundkonzept einer weiteren Bewegung, der „Diretas Já“, jene das Ende der Militärdiktatur einleiteten. Während der zwei Meisterschaften 1982 und 1983 nutzten Casagrande und die Democracia Corinthiana immer wieder den Fußballplatz zur Demonstration ihrer politischen Einstellung, um beispielsweise in Trikots aufzulaufen, die den Slogan „Demokratie jetzt“ trugen. Doch der junge Casagrande war das jüngste und schwächste Glied der Bewegung, repräsentierte die liberale Jugend Brasiliens. Er lebte wie seine Mannschaftskameraden zum eigenen Schutz isoliert in einem Hotel. Nach dem Gewinn der Meisterschaft dachte Casagrande, dass die Diktatur ihnen jetzt nichts mehr anhaben könne. Doch in einem unachtsamen Moment wurde er durch die Polizei angegriffen und verhaftet. Auf dem Weg zum Polizeirevier wurden zahlreiche staatliche Medien informiert, die die Verhaftung Casagrandes publik machen und die Zerstörung der Democracia Corinthiana einleiten sollten. Mangels Beweisen musste er jedoch freigesprochen werden. Dennoch ist bis heute das Bild Casagrandes in der Öffentlichkeit durch diesen Vorfall geprägt.

## Sonstiges
- Nach einem schweren Autounfall wurde Casagrande am 22. September 2007 bewusstlos auf die Intensivstation des Albert-Einstein-Krankenhauses in São Paulo gebracht.[1] Wenige Tage später wurde er in eine Rehabilitationsklinik für Drogenabhängige überbracht. Erst nach knapp zwei Jahren kehrte Casagrande wieder zurück ins Fernsehen und kommentierte ab Juli 2009 wieder Fußballspiele.
- Am 22. April 2013 gestand er in der brasilianischen Late-Night-Show Programa do Jô gegenüber dem Moderator Jô Soares, dass er während seiner Zeit in Porto mehrfach gedopt habe.[2]